# Pycnogonum
Pycnogonum är ett släkte av havsspindlar som beskrevs av Morten Thrane Brünnich 1764. Pycnogonum ingår i familjen Pycnogonidae.

## Dottertaxa tillPycnogonum, i alfabetisk ordning[1][2]
- Pycnogonum africanum
- Pycnogonum aleuticum
- Pycnogonum angulirostrum
- Pycnogonum anovigerum
- Pycnogonum arbustum
- Pycnogonum asiaticum
- Pycnogonum aurilineatum
- Pycnogonum benokianum
- Pycnogonum buticulosum
- Pycnogonum calculum
- Pycnogonum callosum
- Pycnogonum carinatum
- Pycnogonum cataphractum
- Pycnogonum cessaci
- Pycnogonum clarki
- Pycnogonum crassirostris
- Pycnogonum crassirostrum
- Pycnogonum crosnieri
- Pycnogonum daguilarensis
- Pycnogonum diceros
- Pycnogonum elephas
- Pycnogonum eltanin
- Pycnogonum forte
- Pycnogonum gaini
- Pycnogonum gibberum
- Pycnogonum gordonae
- Pycnogonum guyanae
- Pycnogonum hancocki
- Pycnogonum indicum
- Pycnogonum littorale
- Pycnogonum lobipes
- Pycnogonum madagascariensis
- Pycnogonum magellanicum
- Pycnogonum magnirostrum
- Pycnogonum microps
- Pycnogonum minutum
- Pycnogonum moniliferum
- Pycnogonum moolenbeeki
- Pycnogonum mucronatum
- Pycnogonum musaicum
- Pycnogonum nodulosum
- Pycnogonum occa
- Pycnogonum ornans
- Pycnogonum pamphorum
- Pycnogonum panamum
- Pycnogonum paragaini
- Pycnogonum planum
- Pycnogonum platylophum
- Pycnogonum plumipes
- Pycnogonum portus
- Pycnogonum pusillum
- Pycnogonum pustulatum
- Pycnogonum repentinum
- Pycnogonum reticulatum
- Pycnogonum rickettsi
- Pycnogonum sivertseni
- Pycnogonum spatium
- Pycnogonum stearnsi
- Pycnogonum stylidium
- Pycnogonum tenue
- Pycnogonum tesselatum
- Pycnogonum torresi
- Pycnogonum tuberculatum
- Pycnogonum tumulosum
- Pycnogonum uedai
- Pycnogonum ungellatum